# Hanabiramochi
Hanabiramochi (葩餅) é um doce japonês (wagashi), normalmente consumido no início do ano. Hanabiramochi também são servidos na primeira cerimônia do chá do ano novo. 

## Origem
O nome "hanabiramochi" significa, literalmente, "mochi de pétala de flor". O hanabiramochi original era chamado de hishihanabira, uma sobremesa que era tradicionalmente comido pela família imperial em eventos especiais, geralmente coincidindo com o início do ano. 
Hanabiramochi foi feito pela primeira vez na Era Meiji, e se tornou um wagashi comum em cerimônias de ano novo. Durante a cerimônia, conhecida como Hagatame no gi (歯固めの儀, lit. endurecimento dos dentes), comia-se um hanabiramochi contendo carne de porco, bardana, ayu (espécie de peixe típica da Ásia, Plecoglossus altiveis), rabanete e cabaça, em um gesto simbólico para endurecer os dentes e assim aumentar a longevidade daquele que ingeria a comida. A cerimônia ainda é praticada no Japão, não necessariamente se comendo o hanabiramochi, mas castanhas, raiz de bardana e bolos de arroz com ingredientes duros no interior.

## Forma
A forma exata de hanabiramochi é estritamente definido pela tradição. A cobertura de mochi é achatada e redonda, dobrada de modo a formar um semicírculo, e deve ter uma cor rosada transparecendo no centro e esvaindo para o branco nas bordas. Ao contrário do daifuku, o mochi não deve selar completamente o interior do doce. 
Dentro da cobertura de mochi, o hanabiramochi tem uma camada de anko, uma pasta doce de feijão, comumente uma branca feita a partir de feijão mungo. Então, no centro do doce, se coloca uma tira fina de gobo (bardana) adocicada, que sai de ambos os lados do mochi como uma protuberância. 

## Significado e simbolismo
Cada elemento do hanabiramochi é significativo: a cor rosada aparecendo através do mochi branco não é somente apropriada para a celebração do ano novo (já que no Japão a combinação de vermelho e branco é utilizada em celebrações), mas também evoca a flor da ameixeira-japonesa (ume), que por sua vez representa a pureza, a perseverança e a renovação associados com o Ano Novo.  O peixe ayu, usado na versão original (hisihanabira) do wagashi, representava longevidade e prosperidade.